# Кобалевица
Кобалевица (укр. Кобалевиця) — село в Иршавской общине Хустского района Закарпатской области Украины.
Население по переписи 2001 года составляло 126 человек. Почтовый индекс — 90112. Телефонный код — 3144. Занимает площадь 0,3 км². Код КОАТУУ — 2121983605.